# 无柄卫矛
无柄卫矛（学名：Euonymus subsessilis）为卫矛科卫矛属的植物，为中国的特有植物。分布于中国大陆的浙江、安徽、云南、四川、贵州、江西、广西、广东、湖南、福建、湖北等地，生长于海拔200米至2,000米的地区，一般生长在山中林内、岩石坡地、路边或河边，目前尚未由人工引种栽培。